# Lola T93/30

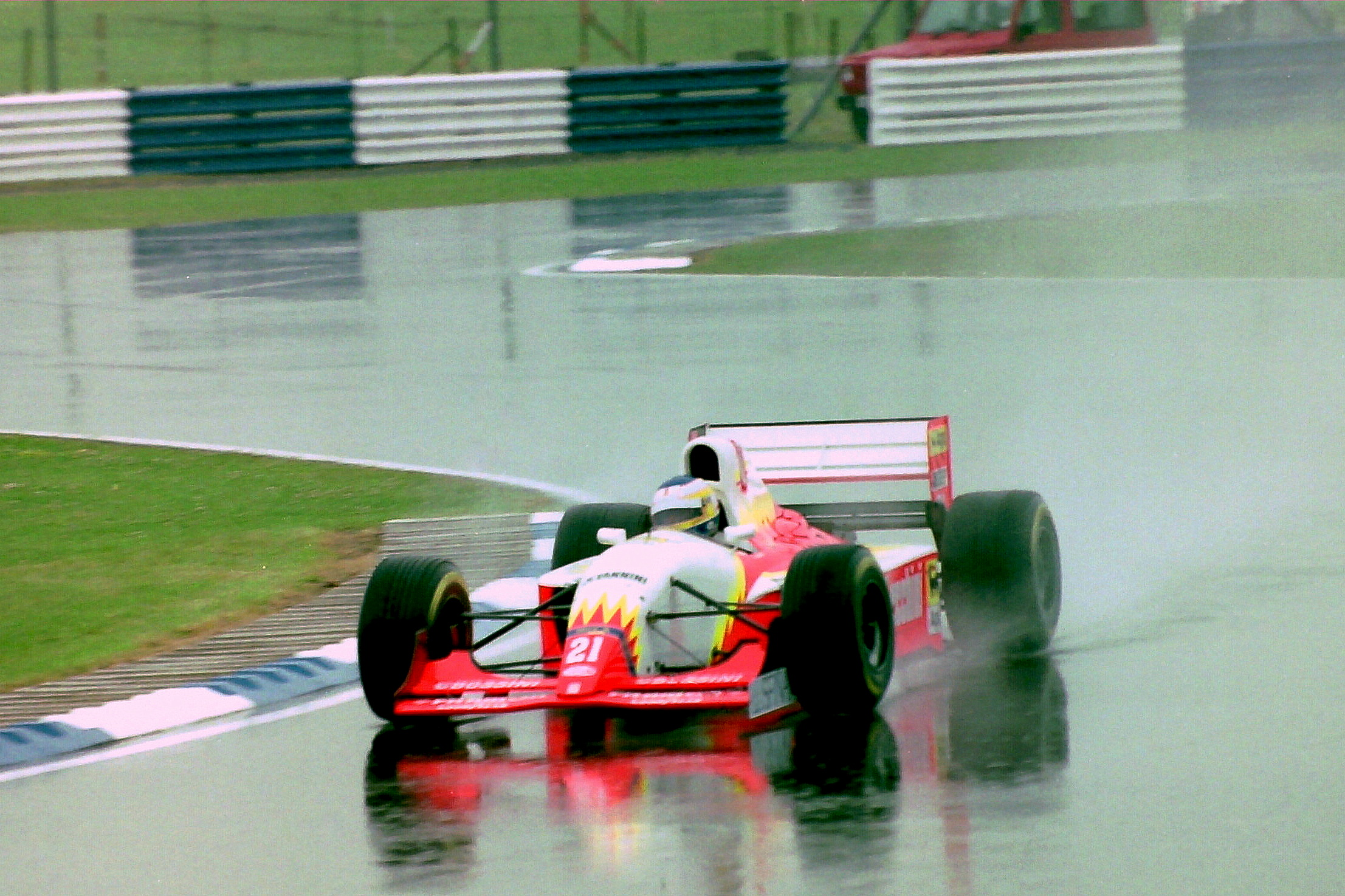
Michele Alboreto auf Lola T93/30 beim Großen Preis von Großbritannien 1993

Der Lola T93/30 war ein Formel-1-Rennwagen, den die BMS Scuderia Italia 1993 in der Formel-1-Weltmeisterschaft einsetzte.

## Entwicklungsgeschichte und Technik
Seit dem Einstieg der Scuderia Italia in die Formel-1-Weltmeisterschaft 1988 hatte das Team seine Rennwagen von dem italienischen Hersteller Dallara konstruieren lassen. Mit Ablauf der Saison 1992 endete die Kooperation. Stattdessen beauftragte das Team den britischen Rennwagenbauer Lola Cars mit der Entwicklung eines neuen Rennwagens. Wie im Vorjahr kam der der 3,5-Liter-Motor von Ferrari (Tipo 040). 
Der T93/30 wurde unter der Leitung von Eric Broadley bei Lola in Huntingdon entwickelt, wo neben dem Chassis auch das Getriebe entstand. Der T93/30 war ein sehr konventioneller Formel-1-Wagen. Aus Kostengründen und vor allem aus Mangel an Technologiezugang verzichtete Broadley auf eine Antriebsschlupfregelung und eine aktive Radaufhängung, die bei anderen Fahrzeugen in diesem Jahr üblich waren. Der Lola hatte zu Beginn der Saison mit Gewichtsproblemen zu kämpfen und ließ sich nur schlecht abstimmen. Die beiden Werksfahrer Michele Alboreto und Luca Badoer beklagten das ganze Jahr das schlechte Handling des Wagens.
Der T93/30 war der langsamste Rennwagen der Saison und wurde 2009 bei einer Umfrage des britischen Automagazins Autosport zum fünftschlechtesten Formel-1-Rennwagen der Motorsportgeschichte gewählt.

## Renngeschichte
Sein Renndebüt gab der Lola T93/30 beim Großen Preis von Südafrika auf der Rennstrecke von Kyalami. Im Qualifikationstraining erzielten Michele Alboreto und Luca Badoer nur die Startplätze 25. und 26. und bemängelten dabei schlechte Fahrverhalten des Wagens; auf den 24 platzierten Minardi M193 von Fabrizio Barbazza fehlten Alboreto fast eine Sekunde. Mit einer Zeit von 1.21,893 Minuten war er um 6,1 Sekunden langsamer als der Trainingsschnellste Alain Prost im Williams FW15C. Badoer war noch um drei Sekunden langsamer. Im Rennen fielen beide T93/30 aus. Badoer hatte nach 20 gefahrenen Runden einen Getriebeschaden und Alboreto musste sein Fahrzeug nach 55 Runden abstellen, weil der Ferrari-Motor völlig überhitzt war.
Vor dem zweiten Saisonrennen, dem Großen Preis von Brasilien kam es zu einer für die Scuderia prekären Reglementänderung. Ab diesem Rennen sollten nur mehr die 24 schnellsten Fahrzeuge aus den Trainings der jeweiligen Rennen startberechtigt sein. Für die langsamen Lola T93/30 hätte das fatale Folgen haben können. Schlussendlich einigte sich die FIA auf 25 Starter, damit zumindest ein Auto jedes Teams an den Rennen teilnehmen konnte. Erstaunlicherweise konnten sich in Interlagos beide Lola fürs Rennen qualifizieren. Erster Nichtqualifikant dieser neuen Regelung war Ivan Capelli im Jordan 193. Beide Fahrzeuge erreichten das Ziel. Alboreto klassierte sich als Elfter; Badoer wurde Zwölfter.
Das dritte Saisonrennen war der Große Preis von Europa im Donington Park. Während Luca Badoer erstmals von einer Nichtqualifikation betroffen war, beendete Michele Alboreto das Rennen erneut als Elfter; allerdings hatte er im Ziel einen Rückstand von sechs Runden auf den Sieger Ayrton Senna, der einen McLaren MP4/8 fuhr. Nach den ersten drei Rennen war klar, dass der Lola T93/30 das langsamste Fahrzeug im Feld war und unter normalen Rennbedingungen es unmöglich schien, eine Platzierung unter den besten sechs klassierten Fahrzeugen zu erreichen und damit Weltmeisterschaftspunkte zu erzielen.
Inklusive des Großen Preises von San Marino verpasste Michele Alboreto von sechs Versuchen, sich zu qualifizieren, fünfmal die Qualifikation. In dieser Phase erzielte Badoer mit dem siebten Rang in Imola seine beste Saisonplatzierung.
Den geringsten Rückstand auf die Spitze hatten die Scuderia-Italia-Lola beim Großen Preis von Italien in Monza. Ferrari hatte die 040-Triebwerke mit pneumatischen Ventilen ausgestattet, was sich vorteilhaft auf das Ansprechverhalten der Motoren auswirkte. Badoer beendete das Rennen mit einem Rückstand von 2 Runden auf den Sieger Damon Hill als Zehnter.
Den letzten Renneinsatz hatte der T93/30 im September 1993 beim Großen Preis von Portugal. Zu diesem Zeitpunkt hatte Giuseppe Lucchini, der Eigentümer der Scuderia Italia, die Zusammenführung seines Teams mit Minardi ab der Formel-1-Saison 1993 bekanntgeben und trat bei den letzten beiden Weltmeisterschaftsläufen des Jahres nicht mehr an.

## Ergebnisse
| Fahrer               | Nr.                  | 1   | 2  | 3   | 4   | 5   | 6   | 7   | 8   | 9   | 10  | 11  | 12 | 13  | 14  | 15 | 16 | Punkte | Rang |
| -------------------- | -------------------- | --- | -- | --- | --- | --- | --- | --- | --- | --- | --- | --- | -- | --- | --- | -- | -- | ------ | ---- |
| Formel-1-Saison 1993 | Formel-1-Saison 1993 |     |    |     |     |     |     |     |     |     |     |     |    |     |     |    |    | 0      | 12.  |
| M. Alboreto          | 21                   | DNF | 11 | 11  | DNQ | DNQ | DNF | DNQ | DNQ | DNQ | 16  | DNF | 14 | DNF | DNF |    |    | 0      | 12.  |
| L. Badoer            | 22                   | DNF | 12 | DNQ | 7   | DNF | DNQ | 15  | DNF | DNF | DNF | DNF | 13 | 10  | 14  |    |    | 0      | 12.  |

| Legende  | Legende            | Legende                                                          |
| Farbe    | Abkürzung          | Bedeutung                                                        |
| -------- | ------------------ | ---------------------------------------------------------------- |
| Gold     | –                  | Sieg                                                             |
| Silber   | –                  | 2. Platz                                                         |
| Bronze   | –                  | 3. Platz                                                         |
| Grün     | –                  | Platzierung in den Punkten                                       |
| Blau     | –                  | Klassifiziert außerhalb der Punkteränge                          |
| Violett  | DNF                | Rennen nicht beendet (did not finish)                            |
| Violett  | NC                 | nicht klassifiziert (not classified)                             |
| Rot      | DNQ                | nicht qualifiziert (did not qualify)                             |
| Rot      | DNPQ               | in Vorqualifikation gescheitert (did not pre-qualify)            |
| Schwarz  | DSQ                | disqualifiziert (disqualified)                                   |
| Weiß     | DNS                | nicht am Start (did not start)                                   |
| Weiß     | WD                 | zurückgezogen (withdrawn)                                        |
| Hellblau | PO                 | nur am Training teilgenommen (practiced only)                    |
| Hellblau | TD                 | Freitags-Testfahrer (test driver)                                |
| ohne     | DNP                | nicht am Training teilgenommen (did not practice)                |
| ohne     | INJ                | verletzt oder krank (injured)                                    |
| ohne     | EX                 | ausgeschlossen (excluded)                                        |
| ohne     | DNA                | nicht erschienen (did not arrive)                                |
| ohne     | C                  | Rennen abgesagt (cancelled)                                      |
| ohne     | keine WM-Teilnahme |                                                                  |
| sonstige | P/fett             | Pole-Position                                                    |
| sonstige | 1/2/3/4/5/6/7/8    | Punktplatzierung im Sprint-/Qualifikationsrennen                 |
| sonstige | SR/kursiv          | Schnellste Rennrunde                                             |
| sonstige | *                  | nicht im Ziel, aufgrund der zurückgelegten Distanz aber gewertet |
| sonstige | ()                 | Streichresultate                                                 |
| sonstige | unterstrichen      | Führender in der Gesamtwertung                                   |